# Guido De Padt

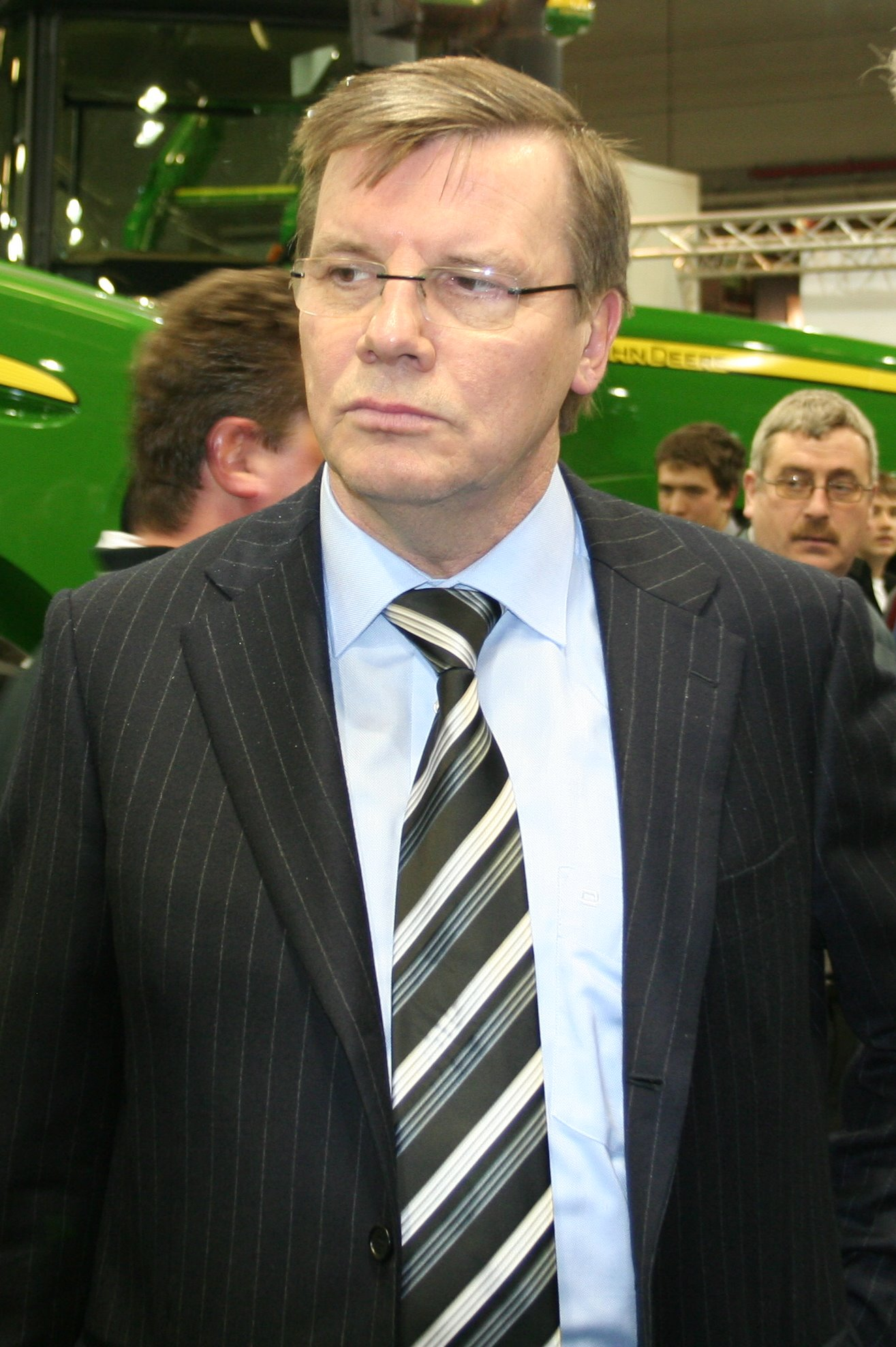
Guido De Padt

Guido De Padt (* 23. Mai 1954 in Geraardsbergen) ist ein belgischer Politiker der Partei Open Vlaamse Liberalen en Democraten (Open VLD). Vom 30. Dezember 2008 bis zum 17. Juli 2009 bekleidete er das Amt des belgischen Innenministers. Seitdem ist er Regierungskommissar, zuständig für interne Audits der öffentlichen Unternehmen.

## Leben
De Padt studierte Rechtswissenschaften und war lange Zeit als Rechtsanwalt tätig, bis er sich 2001 hauptberuflich der Politik widmete. Seine politische Karriere begann er 1982 als Mitglied des Rats der Provinz Ostflandern und als Schöffe in Geraardsbergen. Von 2000 bis 2006 war er Bürgermeister von Geraardsbergen und anschließend als Schöffe für Kultur, Tourismus, Bibliothek, Archiv und Kulturerbe sowie als Vorsitzender des Öffentlichen Sozialhilfezentrums tätig. Seit 2003 saß De Padt in der Abgeordnetenkammer, wo er sich insbesondere mit den Themen Verkehrssicherheit und Mobilität befasste. 
In der Regierung Van Rompuy übernahm De Padt als Nachfolger seines Parteikollegen Patrick Dewael das Amt des Innenministers. Nach der Neubesetzung der Regierung am 17. Juli 2009 wurde er als Regierungskommissar beauftragt, in den öffentlichen Unternehmen interne Audits zu organisieren. Diese Rolle nahm er auch in der Regierung Leterme II wahr. Seit den Föderalwahlen von 2010 tagt er als kooptierter Senator.